# Mike Friedman
Michael "Mike" Friedman (nascido em 19 de setembro de 982) é um ex-ciclista olímpico estadunidense. Representou sua nação nos Jogos Olímpicos de Verão de 2008.